# Tiziano Sclavi
Tiziano Sclavi (ur. 3 kwietnia 1953 w Broni) – włoski autor komiksów, dziennikarz i autor kilku powieści. Największą sławę przyniósł mu komiks Dylan Dog stworzony w 1986 roku, wydany przez Sergio Bonelli Editore.

## Twórczość
Tiziano Sclavi napisał wiele artykułów dla czasopism i gazet. Jego kariera jako autora komiksów rozpoczęła się, gdy stał się współautorem serii Gli Aristocratici, której autorem jest Alfredo Castelli. W 1981 został redaktorem Cepim, późniejszego wydawnictwa Sergio Bonelli Editore. Napisał scenariusze do serii Zagor, Mister No i Ken Parker. W 1996 Sclavi stworzył swoją najbardziej znaną postać, Dylan Dog. Jest to londyński prywatny detektyw, który nie tylko we Włoszech zdobył sławę.
Tiziano Sclavi jest autorem łącznie dziesięciu książek, z których cztery doczekały się ekranizacji: Nero z udziałem Sergio Castellitto i Chiara Caselli, miał premierę w 1992 roku, DellaMorte DellAmore z Rupertem Everettem ukazał się w 1994 roku. Ekranizacja komiksu Dylan Dog zatytułowana jako Dylan Dog: Detektyw Mroku trafiła w 2010 roku do kin. Kolejna ekranizacja przygód Dylana Dog ukazała się cztery lata później pod tytułem Dylan Dog: Victim of Circumstance.
W 1990 roku został otrzymał nagrodę Yellow Kid na festiwalu komiksowym w Lukka.